# Honda Grand Prix of Monterey 2001
Honda Grand Prix of Monterey 2001 var ett race som var den nittonde och tredje sista deltävlingen i CART World Series 2001. Racet kördes den 14 oktober på Laguna Seca Raceway i Monterey, Kalifornien. Max Papis tog sin tredje och sista seger i CART, från näst sista startposition, men minst lika stor vinnare var Gil de Ferran på tredje plats, som plötsligt fick en säker marginal ned till Kenny Bräck, som drabbades av ett tekniskt problem på det sjunde varvet. Den stora överraskningen var att den innan säsongen okände Memo Gidley blev tvåa, och därmed tog sin tredje pallplats för säsongen.

## Slutresultat
| Plats | Förare               | Team                     | Grid | Kvaltid  |
| ----- | -------------------- | ------------------------ | ---- | -------- |
| 1     | Max Papis            | Team Rahal               | 25   | 1.10,997 |
| 2     | Memo Gidley          | Chip Ganassi Racing      | 23   | 1.10,841 |
| 3     | Gil de Ferran        | Marlboro Team Penske     | 1    | 1.08,596 |
| 4     | Scott Dixon          | PacWest Racing           | 3    | 1.08,972 |
| 5     | Jimmy Vasser         | Patrick Racing           | 11   | 1.09,841 |
| 6     | Hélio Castroneves    | Marlboro Team Penske     | 2    | 1.08,678 |
| 7     | Bruno Junqueira      | Chip Ganassi Racing      | 12   | 1.09,966 |
| 8     | Tony Kanaan          | Mo Nunn Racing           | 6    | 1.09,515 |
| 9     | Christian Fittipaldi | Newman/Haas Racing       | 19   | 1.10,425 |
| 10    | Adrián Fernández     | Fernández Racing         | 17   | 1.10,288 |
| 11    | Casey Mears          | Mo Nunn Racing           | 18   | 1.10,425 |
| 12    | Bryan Herta          | Zakspeed/Forsythe Racing | 26   | -        |
| 13    | Tora Takagi          | Walker Racing            | 10   | 1.09,814 |
| 14    | Michael Andretti     | Team Motorola            | 16   | 1.10,261 |
| 15    | Alex Tagliani        | Forsythe Racing          | 8    | 1.09,560 |
| 16    | Maurício Gugelmin    | PacWest Racing           | 13   | 1.10,001 |
| 17    | Oriol Servià         | Sigma Autosport          | 21   | 1.10,540 |
| 18    | Paul Tracy           | Team KOOL Green          | 5    | 1.09,477 |
| 19    | Dario Franchitti     | Team KOOL Green          | 22   | 1.10,805 |
| 20    | Cristiano da Matta   | Newman/Haas Racing       | 7    | 1.09,555 |
| 21    | Shinji Nakano        | Fernández Racing         | 20   | 1.10,529 |
| 22    | Roberto Moreno       | Patrick Racing           | 4    | 1.09,057 |
| 23    | Michel Jourdain Jr.  | Herdez Bettenhausen      | 15   | 1.10,239 |
| 24    | Max Wilson           | Arciero/Brooke Racing    | 24   | 1.12,014 |
| 25    | Kenny Bräck          | Team Rahal               | 14   | 1.10,023 |
| 26    | Patrick Carpentier   | Forsythe Racing          | 9    | 1.09,586 |